# Baia di Dublino
La baia di Dublino (inglese Dublin Bay) è una delle baie principali della costa dell'isola d'Irlanda, ed è situata proprio davanti alla capitale della Repubblica d'Irlanda, Dublino.

## Geografia

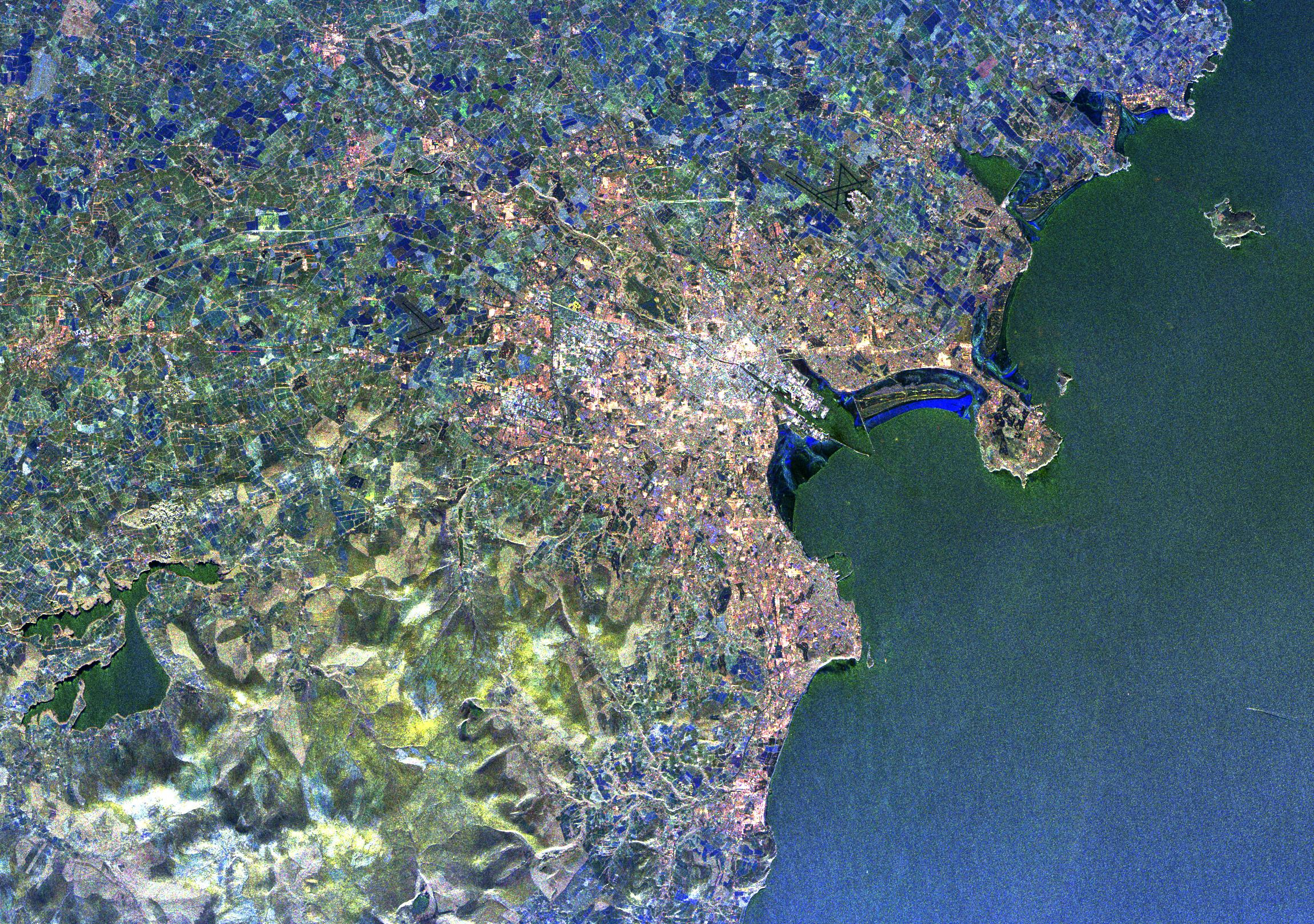
Foto satellitare della vecchia contea di Dublino, con ben evidente la baia

L'insenatura è un grosso delta che rientra nella costa orientale irlandese e, sebbene prenda il nome dalla nota città, l'agglomerato urbano della capitale non vi si affaccia direttamente, bensì i suoi vari sobborghi costieri una volta considerati tutt'uno ma oggi parte di altre amministrazioni, fra i più famosi Howth, Clontarf, Dún Laoghaire e Blackrock.
La baia è larga circa 10 km in longitudine e lunga 7 km se si considera anche il centro di Dublino, estendendosi da Howth Head a nord fino a Dalkey Point (vicino Dún Laoghaire) a sud. All'interno contiene l'isolotto artificiale di Bull Island (più precisamente North Bull Island), situata nell'angolo nord-occidentale dell'insenatura e conosciuta per una spiaggia sabbiosa di 5 km, Dollymount Strand, oggi riserva naturale di importanza internazionale.
Morfologicamente la baia di Dublino è un'estensione nel mar d'Irlanda della foce del fiume Liffey e, indirettamente, del ben più piccolo fiume Dodder che si congiunge nella città di Dublino (da qui l'antico "Dubh Linn" che significa "stagno nero"), così come dal fiume Tolka e altri torrenti minori.

## Storia
La baia di Dublino, essendo spesso poco profonda e con molte secche e varie sporgenze rocciose, è stata teatro di vari naufragi, specialmente con vento da est. Fino ai tempi recenti, molte imbarcazioni ed i loro passeggeri trovarono la rovina sulla costa della baia, a meno d'un chilometro dalla costa.
501 soldati e marinai, su un totale di 680 a bordo, rimasero uccisi quando il battello a vapore RMS Leinster fu affondato, con due colpi, dai sottomarini tedeschi della U-123 il 10 ottobre 1918. I resti della nave giacciono a 33 metri di profondità alle coordinate 53°48′37″N 4°54′24″W.
Nel 1972 la Dublin Port and Docks Board propose di costruire una raffineria per il petrolio grezzo all'imbocco della baia. La costruzione fu contestata e trovò l'opposizione di moltissimi ambientalisti, tra cui il consigliere di Dublino Seán D. Loftus, preoccupati per un serio rischio di alto inquintamento. Loftus, durante la lunga campagna di proteste, cambiò addirittura il suo nome in "Seán Dublin Bay Loftus", concorrendovi alle elezioni per il Dáil. Sebbene non venne eletto, riuscì nell'intento di promuovere il punto di vista degli ambientalisti e la proposta fu abbandonata dal Ministro del Governo Locale, James Tully. Lo stesso Loftus ha protestato nel 2002 per la costruzione del Dublin Port.

## Cultura
James Joyce ambientò praticamente tutta l'azione del suo romanzo Ulisse intorno alla baia da Forty Foot, dove Buck Mulligan si lavava la mattina di Bloomsday, fino ad Howth, dove Mr Bloom fece l'amore con la sua Molly sotto il rododendro.
La baia è stata, inoltre, scelta come sineddoche nella canzone-inno per l'Irlanda unita di rugby Ireland's Call, a rappresentare una delle quattro province dell'isola d'Irlanda, il Leinster.